# Inégalité de Hardy
L'inégalité de Hardy est une inégalité en mathématiques, portant le nom de G. H. Hardy. Ce résultat énonce que si {\displaystyle a_{1},a_{2},a_{3},\dots } est une suite de nombres réels positifs ou nuls, alors pour tout nombre réel p > 1 on a 
{\displaystyle \sum _{n=1}^{\infty }\left({\frac {a_{1}+a_{2}+\cdots +a_{n}}{n}}\right)^{p}\leqslant \left({\frac {p}{p-1}}\right)^{p}\sum _{n=1}^{\infty }a_{n}^{p}.}
Si le membre de droite est fini, l'égalité est vérifiée si et seulement si {\displaystyle a_{n}=0} pour tout {\displaystyle n}.
Une version intégrale de l'inégalité de Hardy énonce ce qui suit : si {\displaystyle f} est une fonction mesurable à valeurs positives définie sur {\displaystyle [0,+\infty [}, alors 
{\displaystyle \int _{0}^{\infty }\left({\frac {1}{x}}\int _{0}^{x}f(t)\,\mathrm {d} t\right)^{p}\,\mathrm {d} x\leqslant \left({\frac {p}{p-1}}\right)^{p}\int _{0}^{\infty }f(x)^{p}\,\mathrm {d} x.}
Si le membre de droite est fini, l'égalité est vraie si et seulement si {\displaystyle f(x)=0} presque partout.
L'inégalité de Hardy a été publiée et prouvée pour la première fois (du moins la version discrète avec une constante moins précise) en 1920 dans une note de Hardy. La formulation originale était sous une forme intégrale légèrement différente de la précédente.

## Version générale avec poids
On a une version générale de l'inégalité de Hardy avec poids : :§329
- Si {\displaystyle \alpha +{\tfrac {1}{p}}<1}, alors

{\displaystyle \int _{0}^{\infty }\left(y^{\alpha -1}\int _{0}^{y}x^{-\alpha }f(x)\,\mathrm {d} x\right)^{p}\,\mathrm {d} y\leqslant {\frac {1}{\left(1-\alpha -{\frac {1}{p}}\right)^{p}}}\int _{0}^{\infty }f(x)^{p}\,\mathrm {d} x}
- Si {\displaystyle \alpha +{\tfrac {1}{p}}>1}, alors

{\displaystyle \int _{0}^{\infty }\left(y^{\alpha -1}\int _{y}^{\infty }x^{-\alpha }f(x)\,\mathrm {d} x\right)^{p}\,\mathrm {d} y\leqslant {\frac {1}{\left(\alpha +{\frac {1}{p}}-1\right)^{p}}}\int _{0}^{\infty }f(x)^{p}\,\mathrm {d} x.}

## Version multidimensionnelle
Dans le cas multidimensionnel, l'inégalité de Hardy peut être étendue aux espaces {\displaystyle L^{p}}, prenant la forme 
{\displaystyle \left\|{\frac {f}{|x|}}\right\|_{L^{p}(R^{n})}\leq {\frac {p}{n-p}}\|\nabla f\|_{L^{p}(R^{n})},2\leqslant n,1\leq p<n,}
où {\displaystyle f\in C_{0}^{\infty }(R^{n})}, et où la constante {\displaystyle {\frac {p}{n-p}}} est optimale.

## Démonstration de l'inégalité

### Version intégrale
Un changement de variables donne {\displaystyle \left(\int _{0}^{\infty }\left({\frac {1}{x}}\int _{0}^{x}f(t)\,\mathrm {d} t\right)^{p}\ \mathrm {d} x\right)^{1/p}=\left(\int _{0}^{\infty }\left(\int _{0}^{1}f(sx)\,\mathrm {d} s\right)^{p}\,\mathrm {d} x\right)^{1/p},}
qui est inférieur ou égal à {\displaystyle \int _{0}^{1}\left(\int _{0}^{\infty }f(sx)^{p}\,\mathrm {d} x\right)^{1/p}\,\mathrm {d} s} par l'inégalité intégrale de Minkowski. Enfin, par un autre changement de variables, la dernière expression est égale à {\displaystyle \int _{0}^{1}\left(\int _{0}^{\infty }f(x)^{p}\,\mathrm {d} x\right)^{1/p}s^{-1/p}\,\mathrm {d} s={\frac {p}{p-1}}\left(\int _{0}^{\infty }f(x)^{p}\,\mathrm {d} x\right)^{1/p}.}

### Version discrète
En supposant que le côté droit soit fini, on doit avoir {\displaystyle a_{n}\to 0} quand {\displaystyle n\to \infty } . Par conséquent, pour tout entier positif j, il n'y a qu'un nombre fini de termes supérieurs à {\displaystyle 2^{-j}}. Cela permet de construire une suite décroissante {\displaystyle b_{1}\geq b_{2}\geqslant \cdots } contenant les mêmes termes positifs que la suite d'origine (mais éventuellement aucun termes nuls). Puisque {\displaystyle a_{1}+a_{2}+\cdots +a_{n}\leq b_{1}+b_{2}+\cdots +b_{n}} pour tout n, il suffit de montrer l'inégalité pour la nouvelle suite. Cela découle directement de la forme intégrale, en définissant {\displaystyle f(x)=b_{n}} si {\displaystyle n-1<x<n} et {\displaystyle f(x)=0} autrement. En effet, on a
{\displaystyle \int _{0}^{\infty }f(x)^{p}\,\mathrm {d} x=\sum _{n=1}^{\infty }b_{n}^{p}}
et pour {\displaystyle n-1<x<n}, on a
{\displaystyle {\frac {1}{x}}\int _{0}^{x}f(t)\,\mathrm {d} t={\frac {b_{1}+\dots +b_{n-1}+(x-n+1)b_{n}}{x}}\geqslant {\frac {b_{1}+\dots +b_{n}}{n}}}
(la dernière inégalité équivaut à {\displaystyle (n-x)(b_{1}+\dots +b_{n-1})\geq (n-1)(n-x)b_{n}}, ce qui est vrai car la nouvelle suite est décroissante) et donc {\displaystyle \sum _{n=1}^{\infty }\left({\frac {b_{1}+\dots +b_{n}}{n}}\right)^{p}\leqslant \int _{0}^{\infty }\left({\frac {1}{x}}\int _{0}^{x}f(t)\,\mathrm {d} t\right)^{p}\,\mathrm {d} x.}

## Voir également
- Inégalité de Carleman